# Sapareva Banya (huyện)
Sapareva Banya là một huyện thuộc tỉnh Kyustendil, Bungaria. Dân số thời điểm năm 2001 là 8984 người.